# Mach-Hommy
Mach-Hommy es un rapero y productor discográfico haitianoestadounidense. Es conocido por ocultar su nombre real y su rostro en todas sus apariciones públicas, una práctica que ha llevado a que se lo describa como "uno de los artistas más enigmáticos del hip-hop".
Mach-Hommy ha ganado un culto de aficionados como resultado de su trabajo y aura misteriosa. Sus letras a menudo están muy relacionadas con la historia social y política de su herencia haitiana. Aunque rapea predominantemente en inglés, también incorpora con frecuencia el criollo haitiano en sus letras. Además no permite que sus letras se publiquen en páginas web de recopilación de letras, y describe dichas páginas como sitios que "monetizan" trabajo ajeno, también es conocido por cobrar cantidades excesivas de dinero por sus lanzamientos, muchos de los cuales no están disponibles en servicios de streaming.

## Primeros años
Mach-Hommy creció en Newark, Nueva Jersey, y también pasó muchos años de su infancia en Puerto Príncipe. Su padre era un guitarrista de música folclórica y Mach declaró que es una de sus mayores influencias. Grabó su primera canción a los 13 años, cuando rapeó por encima sobre la instrumental de "Verbal Intercourse" de Raekwon.

## Carrera
Mach-Hommy atrajo la atención del público, luego de publicar en 2016 el álbum H.B.O. (Haitian Body Odor), el cual vendió a través Instagram. Solo se fabricaron 187 copias, siendo vendidas por 300 dólares cada una, antes de que el álbum fuera subida a SoundCloud en 2017.
En 2021, Mach-Hommy publicó el álbum Pray for Haiti de manera digital. Declaró que donaría su parte de las ganancias al Pray for Haiti Trust Fund, una organización benéfica fundada por él para apoyar servicios e instituciones educativas en Haití. Este álbum llegó a oídos de la crítica especializada: Pitchfork lo clasificó con el sello de "Best New Music" y Rolling Stone lo describe como "un clásico moderno del hip-hop".
Mach-Hommy ha sido intermitentemente asociado con el sello Griselda Records. Aunque fue considerado parte del colectivo, se distanció tras una disputa con Westside Gunn, y en 2017 fue desafiliado del sello. Mach y Gunn se reconciliaron en 2020 y Westside Gunn actuó como productor ejecutivo de Pray for Haiti.
El 17 de mayo de 2024, Mach-Hommy lanzó independientemente #Richaxxhaitian. Contando con colaboraciones de artistas como Kaytranada, 03 Greedo, Roc Marciano, Black Thought, entre otros. El álbum fue bien recibido por la crítica.

## Discografía

### Álbumes de estudio
- Goon Grizzle (2004, relanzado en 2017)
- F.Y.I. (2013, remasterizado en 2016)[11]
- ETA: Greek Fest (2015)
- H.B.O. (Haitian Body Odor) (2016)
- Dollar Menu (con Tha God Fahim) (2017)[12]
- Dollar Menu 2 (con Tha God Fahim) (2017)
- The Spook... (con Knxwledge) (2017)[13]
- Dump Gawd: Hommy Edition (2017)
- Dollar Menu 3: Dump Gawd Edition (con Tha God Fahim) (2017)
- Dumpmeister (2017)
- Luh Hertz (2017)
- The G.A.T... (2017)
- Fete Des Morts AKA Dia De Los Muertos (con Earl Sweatshirt) (2017)
- Bulletproof Luh (2018)
- Dump Olympics: Wide Berth (con Tha God Fahim) (2018)
- DUCK CZN: Chinese Algebra (con Tha God Fahim) (2018)
- Notorious Dump Legends (con Tha God Fahim) (2018)
- Tuez-Les Tous (con DJ Muggs) (2019)
- Wap Konn Jòj! (2019)[14]
- Kill Em All (con DJ Muggs) (2019)
- Mach's Hard Lemonade (2020)
- Bulletproof Luh (reedición) (2021)
- Pray for Haiti (2021)
- Balens Cho (Hot Candles) (2021)[15]
- Dollar Menu 4 (con Tha God Fahim) (2022)[16]
- Duck Czn: Tiger Style (con Tha God Fahim) (2022)[17]
- Notorious Dump Legends: Volume 2 (con Tha God Fahim) (2023)
- #RICHAXXHAITIAN (2024)[18]

### Álbumes compilatorios
- Supertape (2013)
- MHz (2017)

### EPs
- Depth Cum In 3s (2012)
- Uppity N***** (2012)
- iGRADE (2013)
- Good Grease (2013)[19]
- Good Bye Uncle Tom (2013)
- #wellBREADUCATED (2013)
- May Day (2013)
- #foreignOBJECTS (2013)
- Don't Get Scared Now (con Westside Gunn y Conway The Machine) (2016)
- Saturday Night Lights, Vol. 1 & 2 (2018)
- No Chill 45 Series 001 (2020)
- No Chill 45 Series 002 (2020)
- Dump Gawd: Triz Nathaniel (con Conductor Williams) (2022)[20][21]
- Dump Gawd: Triz Nathan (con Sadhugold) (2022)[22]
- Dump Gawd: Triz Nate (con Nicholas Craven) (2022)[23]
- Dump Gawd: Triz 9 (con Tha God Fahim) (2022)[24]

### Apariciones como invitado
- "Beloved" de Conway the Machine (Reject 2) (2015)
- "Donna Karen" de Westside Gunn (Roses Are Red... So Is Blood) (2016)
- "King City" de Westside Gunn (FLYGOD) (2016)
- "Floor Seats" de The Alchemist (The Good Book, Vol. 2) (2017)
- "Btchs Bru" de Melanin 9 (Old Pictures) (2017)
- "52 Handblocks" de Al.Divino (DUMP GAWD: Divino Edition) (2017)
- "Carnies" de Armand Hammer (Rome) (2017)
- "Sell Me This Pen" de Evidence (Weather or Not) (2018)
- "Rare Paradigms" de Koncept Jack$on (The Tale Of Mutant Root) (2018)
- "Daddy Love You" de DJ Preservation (February 4th) (2018)
- "Windhoek" de Billy Woods (Terror Management) (2019)
- "RST", "Funeral March (The Dirge)" de Your Old Droog (It Wasn't Even Close) (2019)
- "4N" de Earl Sweatshirt (Feet of Clay) (2019)
- "Wild Minks" de Quelle Chris (Guns) (2019)
- "Shamash", "BDE", "Desert Eagle" de Your Old Droog (Jewelry) (2019)
- "Chimney" de Moor Mother y Billy Woods (Brass) (2020)
- "New Religion", "Uzbekistan", "Pravda" de Your Old Droog (DUMP YOD: Krutoy Edition) (2020)
- "Margiela Split Toes" de Westside Gunn (Hitler Wears Hermes 8: Sincerely Adolf) (2021)
- "Best Dressed Demons", "RIP Bergdorf" de Westside Gunn (Hitler Wears Hermes 8: Side B) (2021)
- "$payforhaiti" de Kaytranada (Intimidated) (2021)
- "Spin Off" de Big Cheeko (Block Barry White) (2022)
- "Let's Make A Deal" de Tha God Fahim (Iron Bull) (2023)
- "1000 HP", "Butter Levers", "Designer" de Tha God Fahim (Dump Gawd Reloaded) (2023)
- "Indeed" de Tha God Fahim (Dump Gawd: Tha Knocking Of Loose) (2023)

### Como director ejecutivo
- TGIF de Tha God Fahim (2016)
- Wide Berth de Tha God Fahim (2018)
- Dump Olympics: Wide Berth de Mach-Hommy & Tha God Fahim (2018)
- It Wasn't Even Close de Your Old Droog (2019)
- Jewelry de Your Old Droog (2019)
- Dump YOD: Krutoy Edition de Your Old Droog (2020)
- Tha YOD Fahim de Your Old Droog & Tha God Fahim (2021)
- Block Barry White de Big Cheeko (2022)